# Makromolekylær krystallografi
Makromolekylær krystallografi er en biologisk videnskabelig discplin, der beskæftiger sig med den tredimensionelle opbygning (også kaldet struktur) af livets makromolekyler, typisk proteiner og nukleinsyrer. Da man traditionelt har arbejdet med proteiner kaldes teknikken også proteinkrystallografi, men denne betegnelse bliver gradvist mindre anvendt til fordel for det mere generelle makromolekylær krystallografi.
De krystallografiske teknikker bruges generelt til at bestemme den tredimensionelle placering af atomer og molekyler i krystallinske materialer (også kaldet krystaller). I krystallen er atomerne arrangeret i et praktisk set uendeligt, tredimensionelt gitter, og det er netop denne egenskab, der muliggør bestemmelse af strukturen.
Strukturopklaring af makromolekyler kan opdeles i en række underopgaver:
1. Krystallisation af makromolekyler
2. Dataopsamling
3. Faseproblemet
4. Modelbygning
5. Analyse og præsentation

## Krystallisation af makromolekyler
Makromolekyler såsom proteiner og nukleinsyrer med ordnet struktur kan bringes til at krystallisere på samme måde som salte og andre mindre molekyler. Det er dog misvisende at tænke på en proteinkrystal som en fast fase på samme måde som f.eks. alm. kogsalt, idet proteinkrystallerne indeholder en meget stor andel af vand (ofte 40-60%). Det store vandindhold skyldes at makromolekylerne kun er stabile i vandig fase og ville denaturere, hvis de blev tørret ud på samme måde som natriumchlorid (kogsalt) gør under krystallisation. Det er derfor mere korrekt at tænke på makromolekylære krystaller som ordnede væsker, hvor molekylerne ligger på rad og række i et ordnet gitter i tre dimensioner.
Krystallisation af makromolekyler kræver først og fremmest at stoffet oprenses til meget stor renhed (>95%), for proteiner og nukleinsyrer opnås dette oftest ved brug af søjlekromatografi, hvor eksempelvis proteinstoffet føres over en væskeholdig, porøs gel med bestemte kemisk-fysiske egenskaber. Det kan f.eks. være hydrofobe eller ioniske grupper, der skaber en specifikke interaktioner med proteiner i opløsningen og dermed muliggør separation.
Når den ønskede renhed er opnået opkoncentreres makromolekylet til en høj koncentration, der er forudsætningen for en kontrolleret precipitation (udfældning), i dette tilfælde som en krystallinsk form. For proteiner er koncentrationen, der kræves typisk 5–10 mg/ml.
Selve krystallisationsprocessen påbegyndes ved at den koncentrerede opløsning af makromolekylet blandes med ét eller flere kemiske stoffer, der fører til en kontrolleret udfældning på krystalform. Da det ikke er muligt på forhånd at forudsige, hvilke kemiske betingelser, der vil lede til krystallisation, er processen overvejende empirisk. I moderne proteinkrystallografi udføres krystallisationen derfor som en screening af hundred- eller tusindvis af forskellige kemiske blandinger.
Typiske eksempler på kemikalier, der kan lede til krystallisation af protein er salte som ammoniumsulfat ((NH4)2SO4) og polymere organiske stoffer som polyethylenglycol.
Krystallisationsprocessen foregår typisk ved enten 4 eller 20 grader celsius og kan tage fra få timer til flere måneder. Krystallerne er små (50 mikrometer – 1 mm) og observeres og manipuleres derfor under mikroskop. Figur 1 viser et eksempel på en proteinkrystal af enzymet lysozym, der er med til at dræbe bakterier i bl.a. tårer hos mennesket men også findes i store mængder i æggehvide.

## Dansk forskning indenfor området
Dansk forskning i makromolekylær krystallografi finder bl.a. sted ved universiteterne i Århus og København. Her studeres mange forskellige typer af proteiner og nukleinsyrer for at klarlægge deres funktion i cellen.
- Center for Strukturel Biologi ved Aarhus Universitet Arkiveret 6. november 2019 hos  Wayback Machine
- Centre for Crystallographic Studies ved Københavns Universitet Arkiveret 22. februar 2008 hos  Wayback Machine